# Hattingen
Hattingen er en by i Tyskland i delstaten Nordrhein-Westfalen med cirka 55.000 indbyggere. Byen ligger i kreisen Ennepe-Ruhr ved floden Ruhr, syd i Ruhrområdet. Byen har et historisk bycentrum.
Nabobyerne er Bochum, Essen, Sprockhövel, Velbert, Witten og Wuppertal.